# Kałużnica czarnozielona
Kałużnica czarnozielona (Hydrophilus piceus) – gatunek chrząszcza z rodziny kałużnicowatych.
Duży roślinożerny chrząszcz o wodnym trybie życia. Żyje w wodach stojących takich jak stawy, martwe odnogi rzek oraz oczka wodne. Jak wszystkie kałużnicowate ma bardzo długie głaszczki i o wiele krótsze od nich czułki. Pływa poruszając niezależnie odnóżami. Posiada ciemnooliwkowe ubarwienie. Strona grzbietowa mocno wypukła a brzuszna płaska, larwy prowadzą drapieżny tryb życia polując z ukrycia na drobne skorupiaki i mięczaki. Jest największym wodnym chrząszczem Polski.